# مجموعه فرادریایی
مجموعه فرادریایی (فرانسوی: collectivités d'outre-mer‎ یا COM) یکی از اصطلاحات در تقسیمات کشوری فرانسه است.
این مجموعه از مستعمره‌های پیشین فرانسه هستند که بر اساس بندی از قانون اساسی فرانسه، که در تاریخ ۲۸ مارس ۲۰۰۳ به تأیید رسید، پنج قلمرو زیر جزو قلمروهای آن سوی دریاها ی فرانسه محسوب می‌گردند.
- پلی‌نزی فرانسه در سال ۲۰۰۳ به این مجموعه افزوده شد. بند قانونی تأیید شده در تاریخ ۲۷ فوریه ۲۰۰۴ این جزیره را به عنوان کشورهای فرانسوی در آن‌سوی دریاها شناخته شد. (فرانسوی: pays d'outre-mer au sein de la République‎, یا POM). پلی‌نزی فرانسه دارای میزان خودمختاری بیشتری شد از جمله دو امتیاز سمبلیک رئیس‌جمهور پلی‌نزی فرانسه و مجلس پلی‌نزی فرانسه را می‌توان نام برد.
- سنت بارثلمی، یک جزیره در آنتیل کوچک.
- سن مارتن، بخش شمالی جزیره سنت مارتین در آنتیل کوچک.
- سنت پیر و ماژلان، گروهی از جزیره‌ها در اقیانوس اطلس در کنار سواحل نیوفانلند، کانادا.
- والیس و فوتونا، سه جزیره کوچک در اقیانوس آرام تنها بخش مسکونی فرانسوی که به صورت کمونه تقسیم نشده‌است.

مایوت از تاریخ ۱۹۷۶ تا ۲۰۱۱ جزو قلمروهای آن سوی دریاها بود و بعد از آن به بخش آن‌سوی دریاهاالگو:مختصر تبدیل شد.